# IXe législature de l'Assemblée d'Estrémadure
La IXe législature de l'Assemblée d'Estrémadure est un cycle parlementaire de l'Assemblée d'Estrémadure, d'une durée de trois ans et neuf mois, ouvert le 23 juin 2015, à la suite des élections du 24 mai précédent, et clos le 2 avril 2019.

## Bureau
| Poste                   | Titulaire                | Parti | Parti   | Circonscription |
| ----------------------- | ------------------------ | ----- | ------- | --------------- |
| Présidente              | Blanca Martín            |       | PSOE-Ex | Cáceres         |
| Premier vice-président  | José Andrés Mendo        |       | PSOE-Ex | Cáceres         |
| Deuxième vice-président | Fernando Manzano         |       | PP      | Cáceres         |
| Premier secrétaire      | Eugenio Romero           |       | Podemos | Badajoz         |
| Premier secrétaire      | Jara Romero (05/12/2018) |       | Podemos | Badajoz         |
| Deuxième secrétaire     | Francisca Rosa           |       | PP      | Badajoz         |
| Troisième secrétaire    | Victoria Domínguez       |       | Cs      | Cáceres         |

## Groupes parlementaires
| Nom | Nom                       | Début | Fin | Porte-parole       |
| --- | ------------------------- | ----- | --- | ------------------ |
|     | Groupe socialiste         | 30    | 30  | Valentín García    |
|     | Groupe populaire          | 28    | 27  | Cristina Teniente  |
|     | Groupe Podemos            | 6     | 6   | Álvaro Jaén        |
|     | Groupe mixte (Ciudadanos) | 1     | 1   | Victoria Domínguez |
|     | Non-inscrit               | -     | 1   | -                  |

## Commissions parlementaires
| Commission | Président                           | Parti   | Parti | Circonscription |
| --- | ----------------------------------- | ------- | ----- | --------------- |
| Commissions permanentes législatives |                                     |         |       |                 |
| Commission de l'Administration publique | Ascensión Godoy                     | PSOE-Ex |       | Badajoz         |
| Commission de l'Administration publique | Juan Antonio González (14/10/2016)  | PSOE-Ex |       | Badajoz         |
| Commission de l'Harmonisation | José Ángel Sánchez                  | PP      |       | Cáceres         |
| Commission des Affaires européennes et de l'Action extérieure Commission des Affaires européennes, de l'Action extérieure, de la Coopération au développement, de la Communication et des Relations informatives (08/11/2017)                                                                  | Gema Cortés                         | PP      |       | Badajoz         |
| Commission du Contrôle et du Suivi de l'exécution du budget | Eva Pérez                           | PP      |       | Badajoz         |
| Commission du Contrôle et du Suivi de l'exécution du budget | Luis Hernández (24/07/2017)         | PP      |       | Badajoz         |
| Commission de la Culture, de la Femme, de la Jeunesse, de la Coopération au développement à la Communication et aux Relations informatives Commission de la Culture, de l'Égalité et des Sports (29/11/2017) Commission de la Culture, de l'Égalité, de la Jeunesse et des Sports (16/05/2018) | Jara Romero                         | Podemos |       | Badajoz         |
| Commission de l'Économie, des Infrastructures, du Tourisme, de l'Industrie et de l'Énergie | Lara Garlito                        | PSOE-Ex |       | Cáceres         |
| Commission de l'Éducation, de l'Emploi et des Sports Commission de l'Éducation et de l'Emploi (24/11/2017) | Irene de Miguel                     | Podemos |       | Cáceres         |
| Commission des Finances et du Budget | Miguel Cantero                      | PP      |       | Cáceres         |
| Commission de l'Environnement, de la Ruralité, des Politiques agricoles, du Territoire, de l'Administration locale, de l'Intérieur, de l'Urbanisme et des Transports | Juan Antonio Morales                | PP      |       | Badajoz         |
| Commission de l'Environnement, de la Ruralité, des Politiques agricoles, du Territoire, de l'Administration locale, de l'Intérieur, de l'Urbanisme et des Transports | José Antonio Echávarri (25/10/2016) | PP      |       | Cáceres         |
| Commission de la Santé, des Politiques sociales et du Logement | Eva Pérez                           | PSOE-Ex |       | Cáceres         |
| Commission de la Santé, des Politiques sociales et du Logement | Felipe Redondo (31/10/2017)         | PSOE-Ex |       | Badajoz         |
| Commissions permanentes non-législatives |                                     |         |       |                 |
| Commission du Règlement | Blanca Martín                       | PSOE-Ex |       | Cáceres         |
| Commission du Statut des députés | Sol Mateos                          | PSOE-Ex |       | Badajoz         |
| Commission des Pétitions | Blanca Martín                       | PSOE-Ex |       | Cáceres         |
| Commission des Pétitions | José Andrés Mendo (23/02/2016)      | PSOE-Ex |       | Cáceres         |
| Commission du Contrôle de la télévision publique régionale | Andrés Moriano                      | PSOE-Ex |       | Badajoz         |

## Gouvernement et opposition
| Candidat                        | Date                                        | Vote       |           |    |         |    | Résultat |
| Candidat                        | Date                                        | Vote       | PSOE-SIEX | PP | Podemos | Cs | Résultat |
| Guillermo Fernández Vara (PSOE) | 1er juillet 2015 (majorité absolue requise) | Oui        | 30        |    | 6       |    | 36 / 65  |
| Guillermo Fernández Vara (PSOE) | 1er juillet 2015 (majorité absolue requise) | Non        |           | 28 |         | 1  | 29 / 65  |
| Guillermo Fernández Vara (PSOE) | 1er juillet 2015 (majorité absolue requise) | Abstention |           |    |         |    | 0 / 65   |

## Désignations

### Sénateurs
| Parti | Parti | Sénateurs désignés    | Voix |
| ----- | ----- | --------------------- | ---- |
| PSOE  |       | Rafael Lemus Rubiales | 55   |
| PP    |       | Diego Sánchez Duque   | 55   |

- Désignation : 21 juillet 2015.